# Montigny-le-Chartif
Montigny-le-Chartif is een gemeente in het Franse departement Eure-et-Loir (regio Centre-Val de Loire) en telt 453 inwoners (1999). De plaats maakt deel uit van het arrondissement Nogent-le-Rotrou.

## Geografie
De oppervlakte van Montigny-le-Chartif bedraagt 25,7 km², de bevolkingsdichtheid is 17,6 inwoners per km².
De onderstaande kaart toont de ligging van Montigny-le-Chartif met de belangrijkste infrastructuur en aangrenzende gemeenten.

## Demografie
Onderstaande figuur toont het verloop van het inwonertal (bron: INSEE-tellingen).